# Becky Sauerbrunn
Rebecca Elizabeth Sauerbrunn (San Luis, Misuri, Estados Unidos; 6 de junio de 1985) es una exfutbolista estadounidense. Jugaba como defensa y su último equipo fue el Portland Thorns Football Club de la National Women's Soccer League de Estados Unidos.

## Clubes
| Club                     | País           | Año         |
| ------------------------ | -------------- | ----------- |
| Boston Renegades         | Estados Unidos | 2005        |
| Richmond Kickers Destiny | Estados Unidos | 2006 - 2007 |
| Washington Freedom       | Estados Unidos | 2008 - 2010 |
| Røa IL (préstamo)        | Noruega        | 2009        |
| MagicJack                | Estados Unidos | 2011        |
| D.C. United              | Estados Unidos | 2012        |
| Kansas City              | Estados Unidos | 2013 - 2017 |
| Utah Royals FC           | Estados Unidos | 2018 - 2019 |
| Portland Thorns          | Estados Unidos | 2020 - 2024 |

## Palmarés

### Campeonatos nacionales
| Título                         | Club               | País           | Año  |
| ------------------------------ | ------------------ | -------------- | ---- |
| Toppserien                     | Røa IL             | Noruega        | 2009 |
| National Women's Soccer League | Kansas City        | Estados Unidos | 2014 |
| National Women's Soccer League | Kansas City        | Estados Unidos | 2015 |
| NWSL Challenge Cup             | Portland Thorns FC | Estados Unidos | 2021 |
| National Women's Soccer League | Portland Thorns    | Estados Unidos | 2022 |

### Campeonatos internacionales
| Título                  | Equipo         | Sede           | Año  |
| ----------------------- | -------------- | -------------- | ---- |
| Juegos Olímpicos        | Estados Unidos | Londres        | 2012 |
| Copa Mundial de Fútbol  | Estados Unidos | Canadá         | 2015 |
| Preolímpico de Concacaf | Estados Unidos | Estados Unidos | 2016 |
| Copa Mundial de Fútbol  | Estados Unidos | Francia        | 2019 |
| Juegos Olímpicos        | Estados Unidos | Tokio          | 2020 |

### Distinciones individuales
| Distinción                                          | Año       |
| --------------------------------------------------- | --------- |
| Defensora del Año de la NWSL                        | 2013      |
| Mejor Once de la NWSL                               | 2013      |
| Defensora del Año de la NWSL                        | 2014      |
| Mejor Once de la NWSL                               | 2014      |
| Defensora del Año de la NWSL                        | 2015      |
| Mejor Once de la NWSL                               | 2015      |
| Mejor Once de la NWSL                               | 2016      |
| Mejor Once de la NWSL                               | 2017      |
| Mejor Once de la NWSL                               | 2018      |
| Mejor Once de la NWSL                               | 2019      |
| Defensora del Año de la NWSL                        | 2019      |
| Equipo Femenino de la Década de la Concacaf (IFFHS) | 2011-2020 |
| Mejor Once de la Concacaf (IFFHS)                   | 2022      |